# Donatellův David

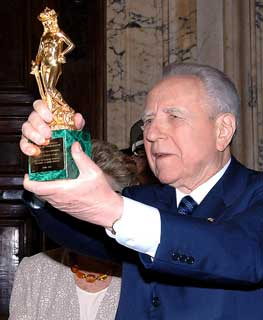
Bývalý italský prezident Carlo Azeglio Ciampi se soškou Davida

Donatellův David (italsky David di Donatello) je italská výroční filmová cena, obdoba zámořských Oscarů. Uděluje ji od roku 1955 L'Accademia del Cinema Italiano ve 24 kategoriích. Cena má podobu zlaté sošky (repliky Donatellova Davida) na malachitovém podstavci.